# 乐圣岭天后宫
乐圣岭天后宫即吉隆坡天后宫，位于马来西亚吉隆坡乐圣岭（Robson Height），主祭天后妈祖，由雪隆海南会馆筹建，于1987年建成，并于1989年开幕启用，是吉隆坡当地的标志性华人庙宇。
天后宫除了宗教用途之外，也成为吉隆坡的旅游景点及当地社团举办活动的地点。

## 历史
吉隆坡天后宫最早的历史可追溯到光绪十六年间（1890年），当时是“琼府会馆”（雪隆海南会馆旧称）的附设庙宇，原址并不在目前的乐圣岭，而是位于吉隆坡谐街49号，庙宇就设于会馆后方。

#### 创立与早期发展（1889年－1941年）
1889年，海南籍华人叶勇在吉隆坡谐街49号召集乡亲集资，建成一座简陋的泥墙屋宇“土泥葛宅”，并成立“琼府会馆”。此后，会馆附设天后宫，供信众膜拜妈祖，并作为社群活动中心。当时，雪兰莪的海南人约百余人，主要分布于吉隆坡、巴生及其周边地区。
1904年，会馆因原址狭小不敷使用，决定迁建至苏丹街，并与天后宫合并。新馆于1906年动工，1908年完工，并竖碑纪念。初期由司祝管理，后仿效吉隆坡师爷庙设“炉主”制度，由热心乡贤轮流负责庙务。
1917年，会馆扩建并设立“侨南学校”，提供基础教育。1925年起，会馆组织改为主席制。1941年日本占领马来亚后，会馆活动陷入停顿，侨南学校亦被迫关闭。

#### 战后复兴与组织制度化（1945年－1964年）
战后，会馆迅速恢复运作。侨南学校也恢复办学，并扩展为日夜学校。1946年起，会馆重新登记会员、整顿馆务，乡贤吴慕光等人为推动重建作出重要贡献。
1948年，会馆协助解决百余名乡亲遭遣返事件，并支援海南岛风灾救灾事务。此期间，会馆尝试重建馆舍计划，因涉及地段使用权及市政要求多次受阻。最终在1958年获得正式图测批准，并由林明水工程师策划新馆工程。

#### 馆宇重建与天后宫迁建（1965年－1990年）
1965年，耗资逾50万元的九层新馆大厦在苏丹街落成，由时任副首相敦阿都拉萨主持开幕。新大厦前数层出租以资生息，上层设为会馆办事处、礼堂与天后宫。
1970年代，会馆积极推动青年组织、福利事业与设立奖学金，并成立“琼州基金”。1971年，吉隆坡发生严重水灾，会馆拨款协助163户受灾家庭。1972年，会馆创设施诊所，推动公益服务。
1980年代初，会馆推动建设新天后宫。1985年获批销售筹款彩票并举办义演活动。同年天后宫于乐圣岭动工建设，1989年落成并举办开幕仪式，标志天后宫正式迁出苏丹街。

#### 现代化转型与社会角色（1991年至今）
1991年，会馆正式更名为雪隆海南会馆。2002年，会馆取得ISO 9001认证，成为亚太区首个获得品质管理体系认证的华人乡团。此举象征会馆迈入组织制度化、管理现代化的新阶段。
目前，会馆下设多个小组与委员会，包括教育、福利、公关、青年团、妇女团、龙狮团、佛学会等，持续推动文化、教育、宗教、福利、青少年发展及社区服务。

## 建筑风格

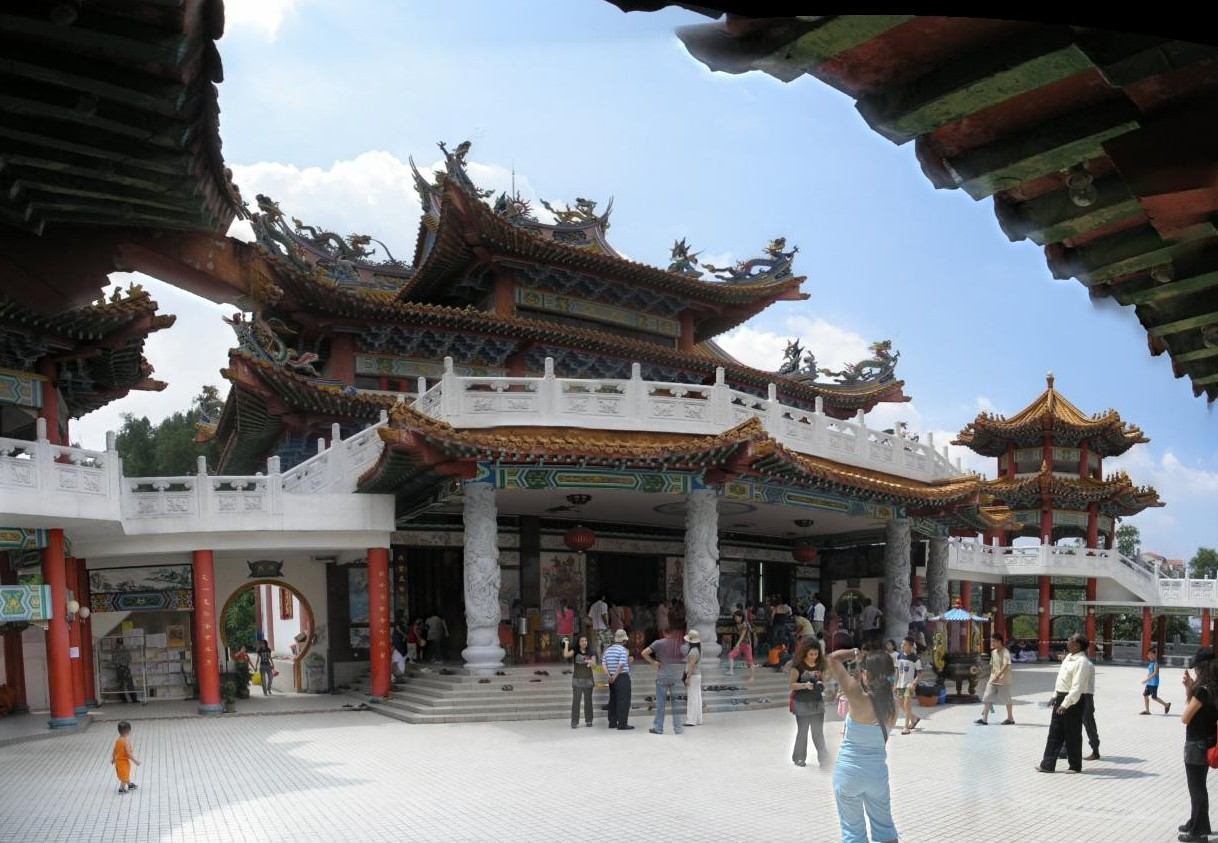
天后宫大殿，殿前有四根洋灰雕的龙柱

天后宫的建筑主要为岭南式与华北式的结合体。大殿屋顶可见岭南风格的龙、凤、鱼、虾等瑞兽，旁殿、牌楼屋顶则可见到华北式的各种脊兽。
庙宇内可见有彩梁、斗拱、雀替、栏杆、藻井、龙柱、琉璃瓦等富有中国传统建筑特色的结构。

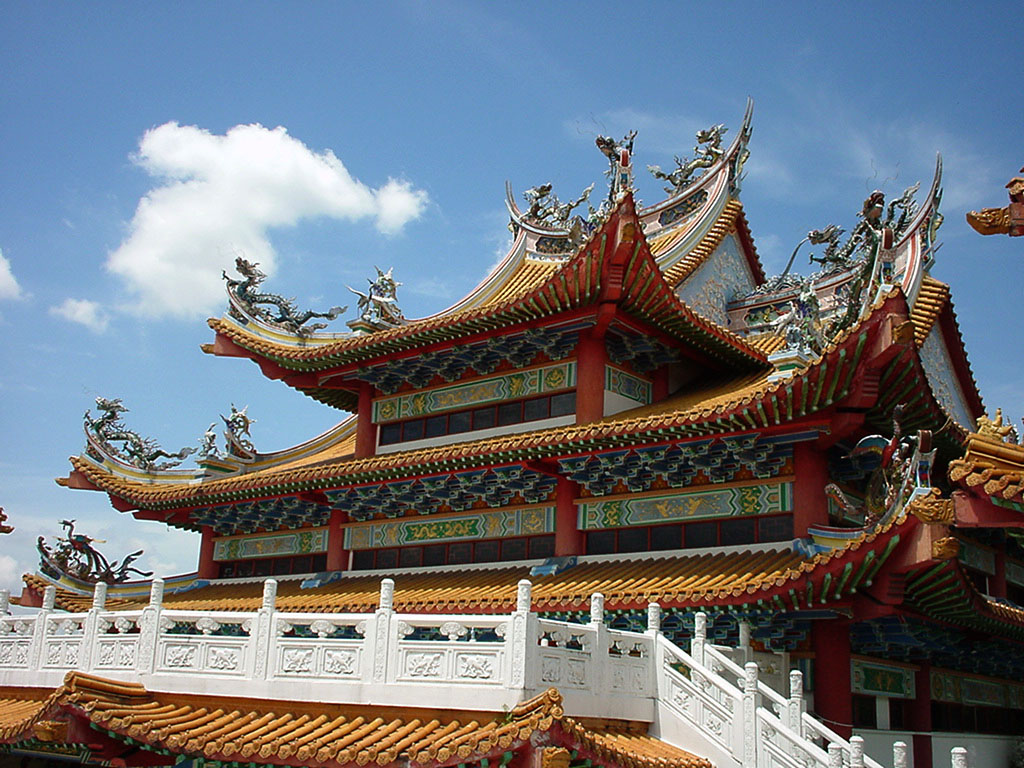
主殿的屋顶，可见黄金琉璃瓦、斗拱、彩梁、清式钩栏等建筑结构。
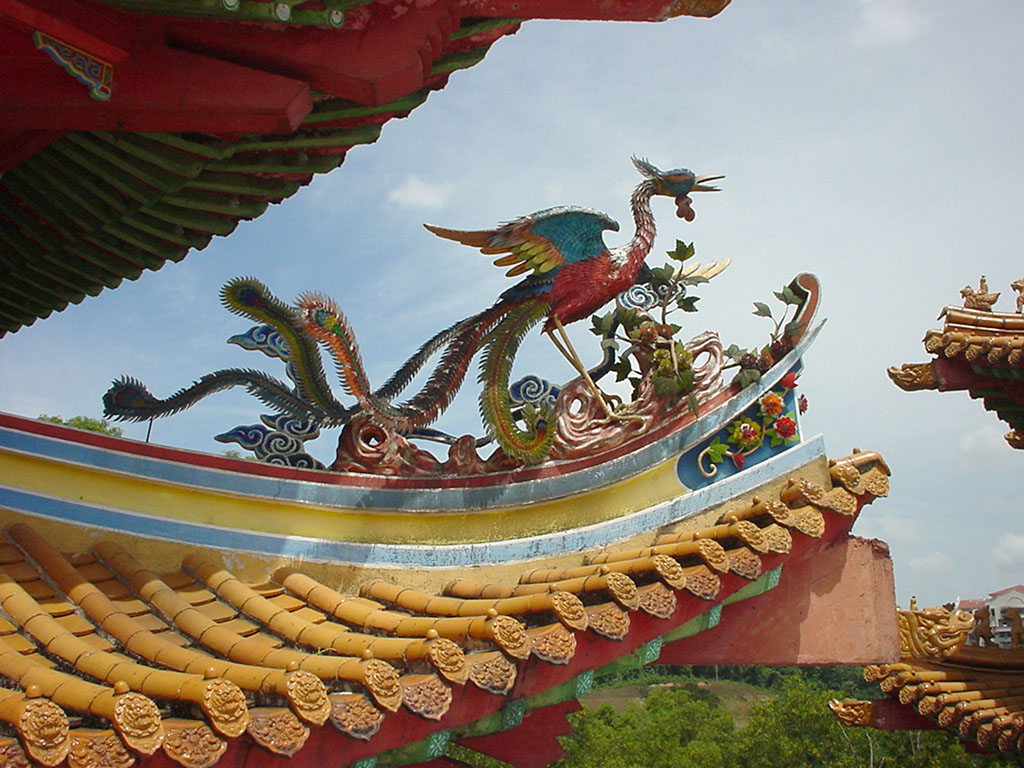
主殿角脊上的岭南式瑞兽（凤凰），旁边则是八角攒尖顶角脊华北式的脊兽
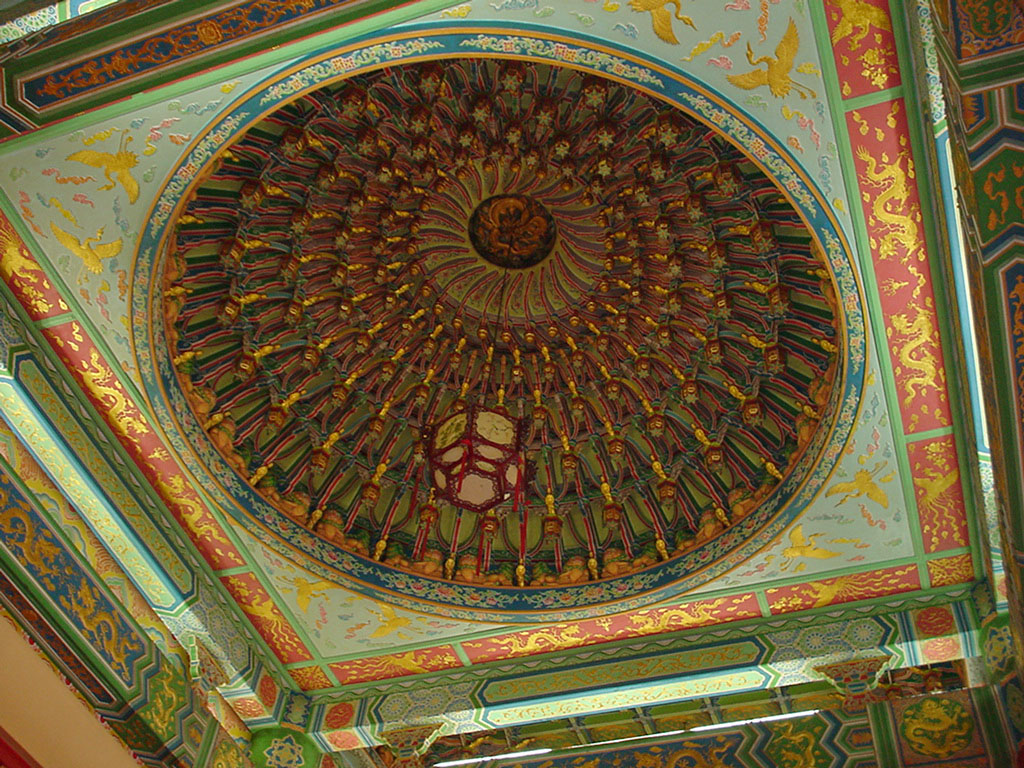
大殿中央的藻井
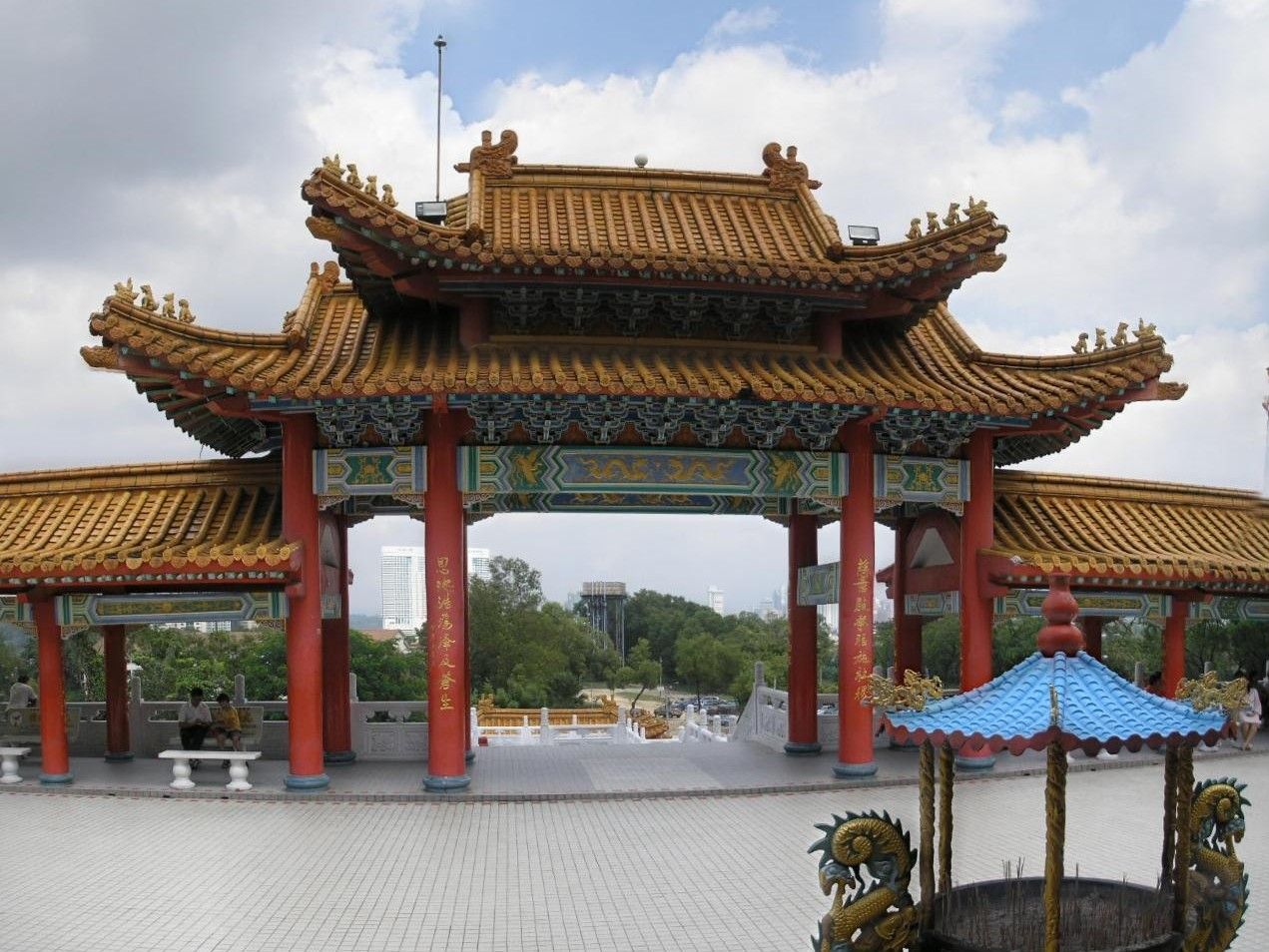
牌楼

## 用途

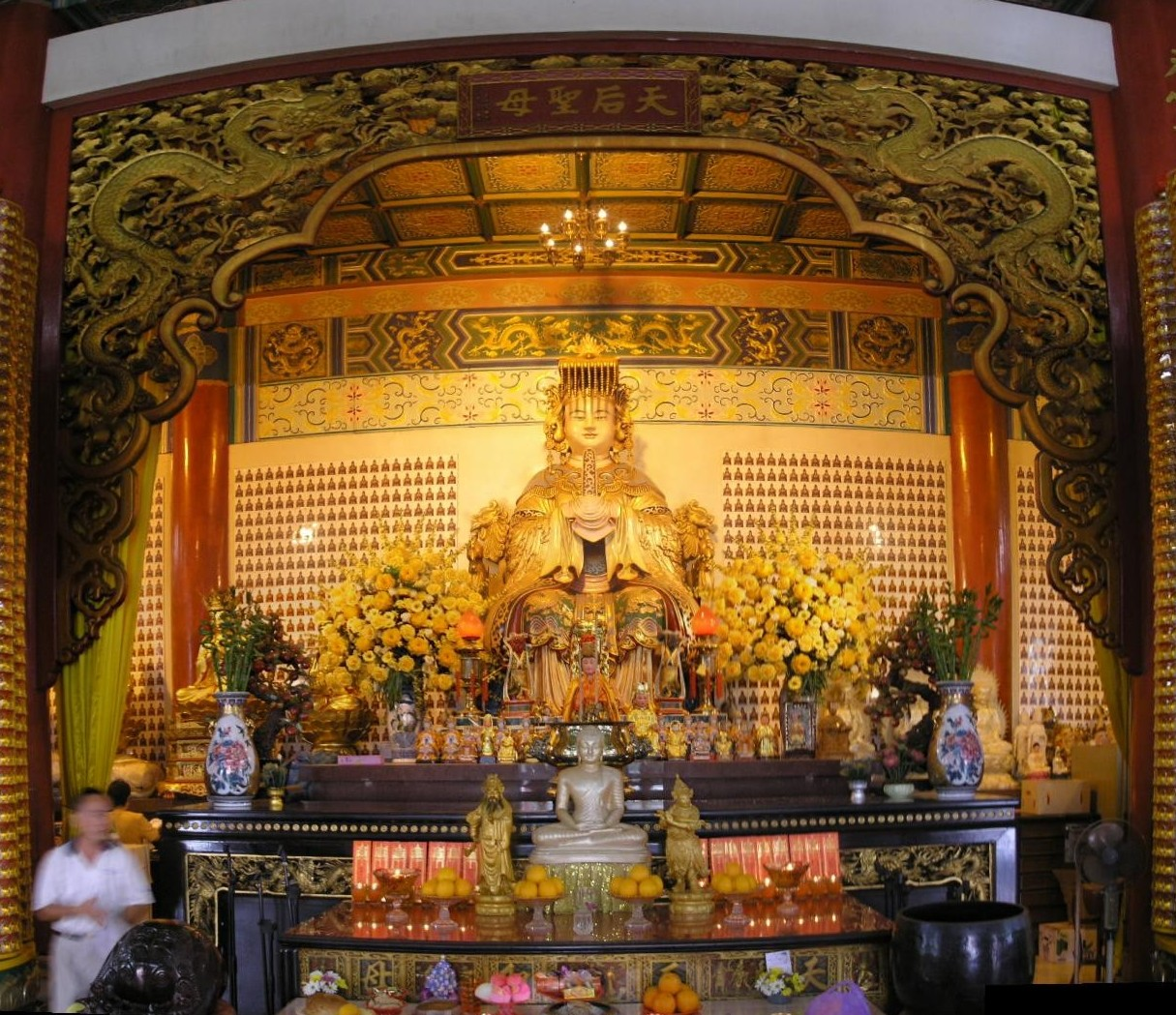
主殿所供奉的天后圣母像

天后宫主殿供奉天后妈祖，左右两边侧殿则分别供奉水尾圣娘及观世音菩萨。这三尊神明可说是海南人的心目中的重要南海神灵。
由于供奉观世音菩萨，天后宫也成了道教与佛教并存的宗教场所。

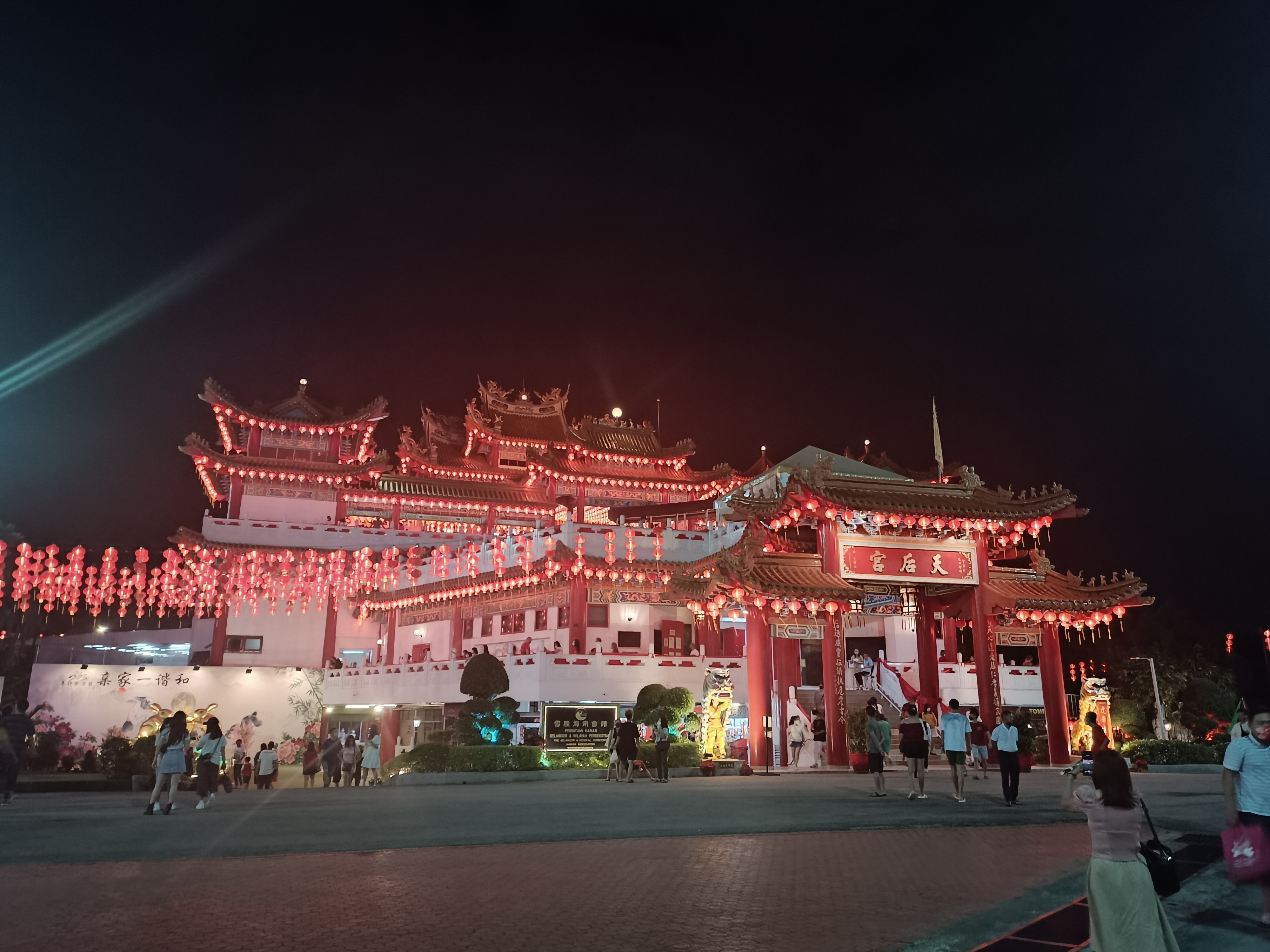
华人新年期间，牌楼挂满灯笼的天后宫

每奉春节、卫塞节等佛教及华人节庆，天后宫都会有相应的庆祝活动，香客、游客也络绎不绝。

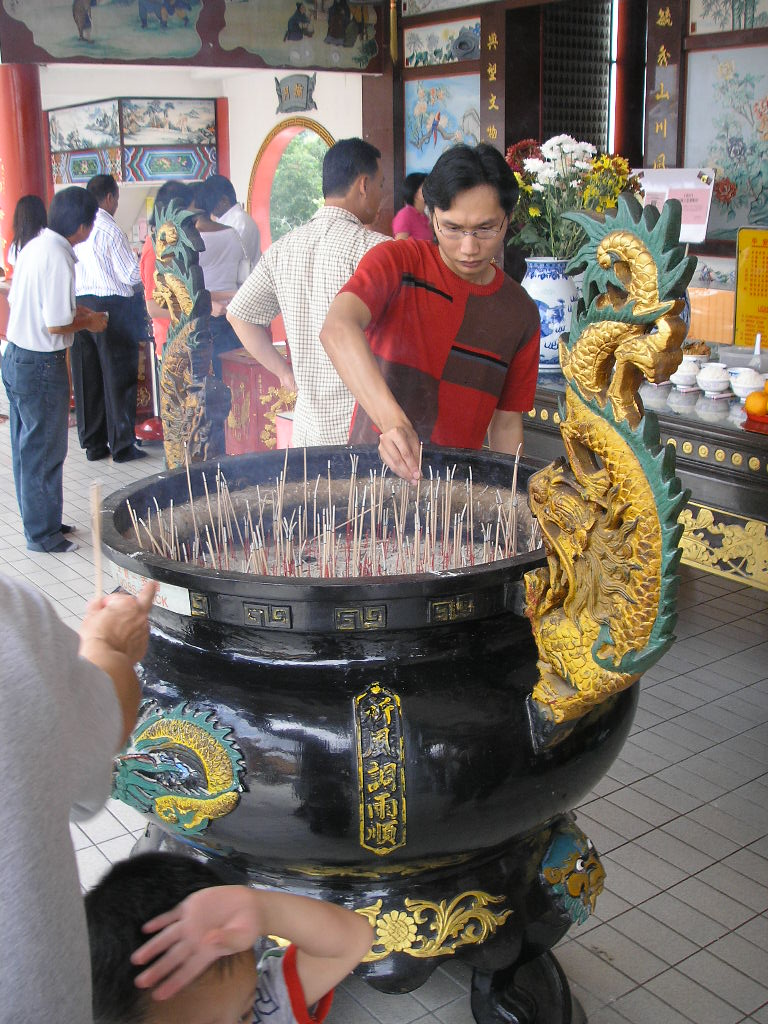
络绎不绝的香客
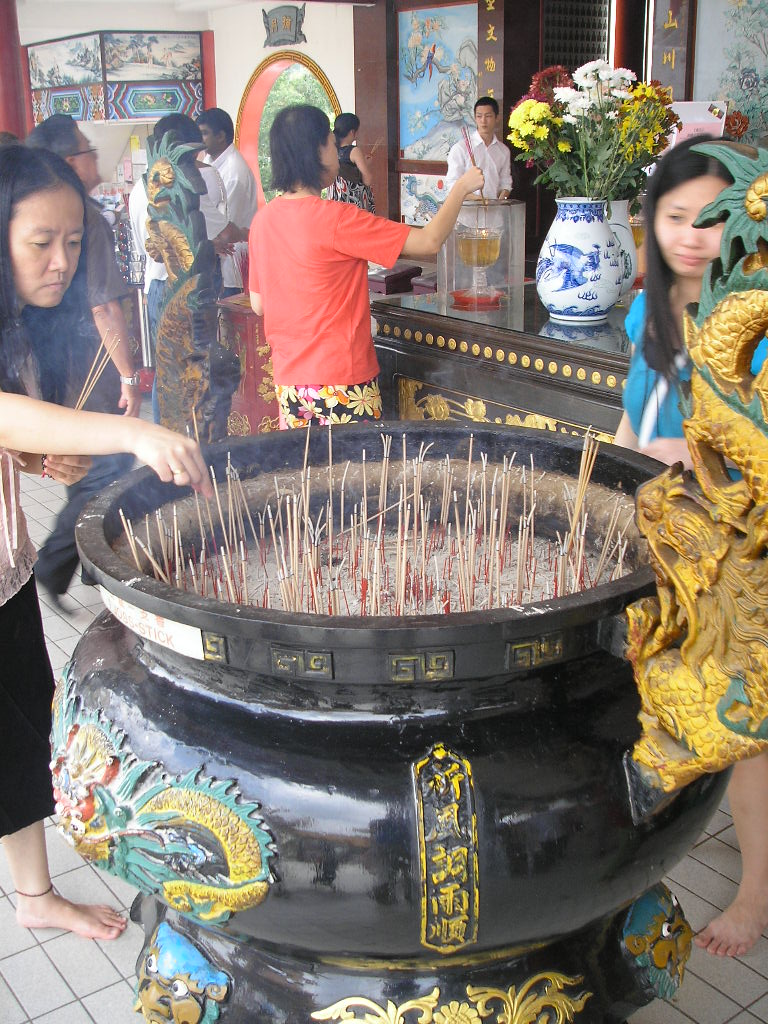
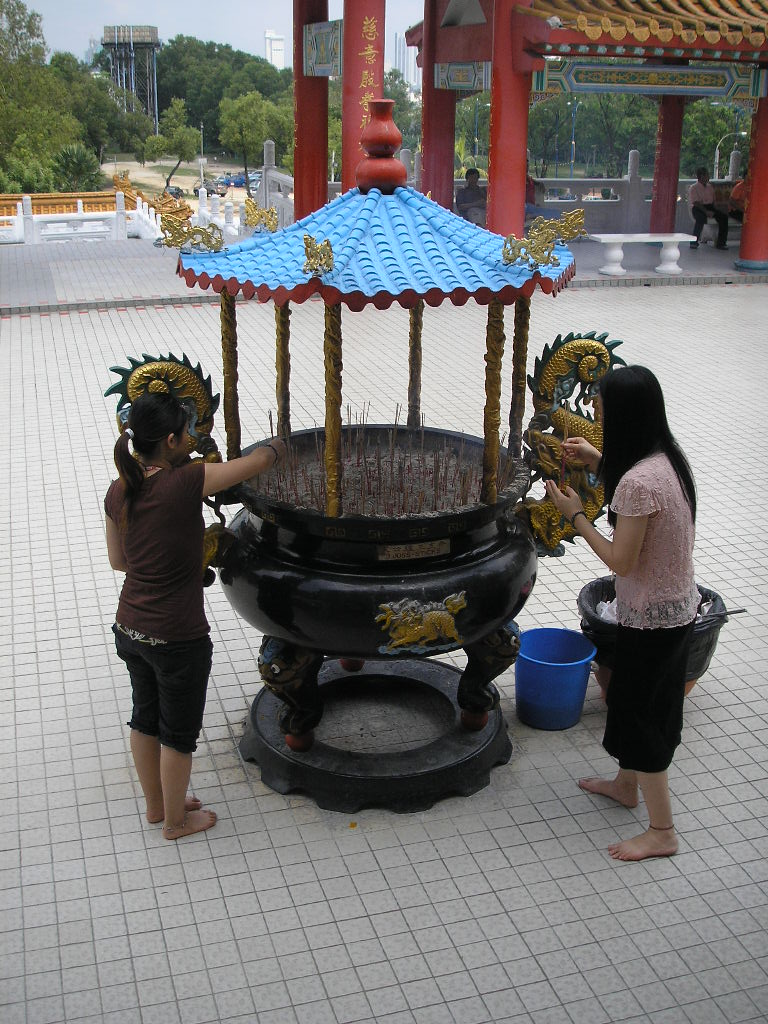

### 雪隆海南会馆
在天后宫建成之后，雪隆海南会馆也迁入于此。

### 乐圣岭佛学会
乐圣岭佛学会乃隶属于雪隆海南会馆之小组，于1986年6月6日成立，初名“弘法团”，1991年改为现名。
学会主要宗旨为弘扬正信佛教，并举办各种佛学课程及佛教活动。

### 婚姻注册处

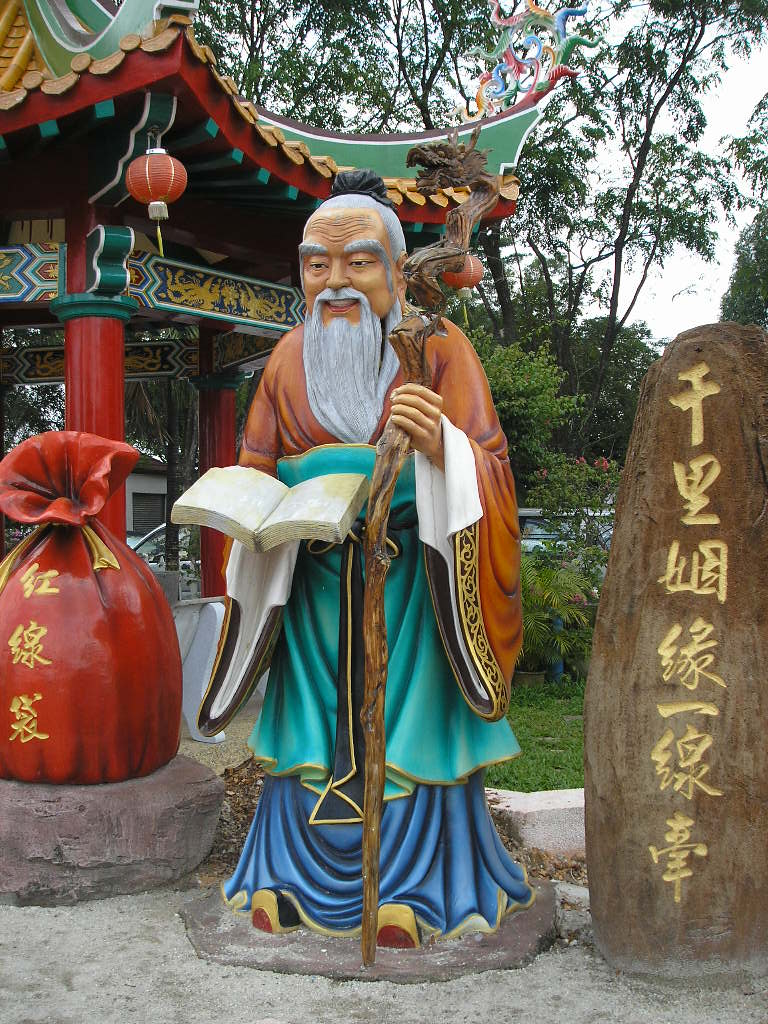
月下老人

天后宫也是婚姻注册处的所在地之一，每年有众多新人在这里注册，并举行集体婚礼。

### 综合礼堂及文化活动中心
天后宫主殿之下的各楼层为现代化的建筑，建有大礼堂及文化活动中心等设施。平常这些设施也供租借用途，因此天后宫也常成为社团主办宴会、召开会议的活动场所。
天后宫亦作为不少艺人拍摄MV时的取景地，卓依婷、四千金、M-Girls和Beyond都曾在此地取景拍摄。